# Taras Bidenko
Taras Bidenko, ukr. Тарас Біденко, (ur. 8 lutego 1980 w Kijowie) – ukraiński bokser wagi ciężkiej.

## Kariera zawodowa
17 czerwca 2000 stoczył swoją pierwszą zawodową walkę. W 5. rundzie pokonał przez techniczny nokaut Stanisława Towkaczowa. 21 lipca 2002 w swoim czwartym zawodowym pojedynku przegrał jednogłośnie na punkty po 12 rundach z Nikołajem Wałujewem. Stawką walki był pas Pan-Asian Boxing Association w kategorii ciężkiej.
14 grudnia 2004 zwyciężył w 7. rundzie przez techniczny nokaut Constantina Onofrei, zdobywając tytuł Międzynarodowego Mistrza Niemiec oraz pas WBO Intercontinental. 12 maja 2006 Bidenko pokonał w 6. rundzie przez techniczny nokaut Fabio Eduardo Moli. Stawką pojedynku był pas WBA Fedelatin.
6 czerwca 2009 w walce o wakujące Mistrzostwo Europy federacji WBO, Bidenko przegrał przez techniczny nokaut w 6. rundzie z Dienisem Bojcowem. Stawką pojedynku był również interkontynentalny pas WBA. 7 listopada 2009 przegrał walkę z Robertem Heleniusem. Pojedynek przerwał lekarz, między trzecią a czwartą rundą, w związku z kontuzją oka Ukraińca.
4 grudnia 2010 po ponad rocznej przerwie w karierze, Bidenko odniósł pierwsze po dwóch porażkach z rzędu z Bojcowem i Heleniusem zwycięstwo, pokonując na punkty Christiana Hammera, stosunkiem 58:56, 58:56 i 57:57. 30 marca 2012 przegrał jednogłośnie na punkty po dwunastu rundach z Manuelem Charrem. Stawką pojedynku był pas WBC International Silver.
20 kwietnia 2013 na gali boksu zawodowego w Rzeszowie przegrał z Arturem Szpilką. Walka została poddana po pierwszej rundzie na skutek kontuzji kolana Ukraińca.